# Cuernos de gacela
El kabalgazal o cuerno de gacela (en árabe, كعب الغزال ka'eb al-ġazal) es un dulce de la repostería de procedente del Magreb(kaab el-ghzal), extendida por toda la región, principalmente Argelia, Marruecos y Túnez. Se preparan con una masa de almendras endulzada similar al mazapán, se aromatiza con agua de azahar y canela. Se embolsan en una masa de harina formando una empanadilla. La denominación «cuerno», se debe a la forma que tiene la masa antes de que sea horneada (o también de media luna). Es habitual que se sirvan con azúcar glace espolvoreado, o con semillas de sésamo (Sesamum indicum).